# Volleyballclub Sm'Aesch Pfeffingen 2016-2017
Questa voce raccoglie le informazioni riguardanti il Volleyballclub Sm'Aesch Pfeffingen nella stagione 2016-2017.

## Organigramma societario
Area direttiva
- Presidente: Werner Schmid

Area comunicazione
- Responsabile comunicazione: Jürg Müller

Area tecnica
- Allenatore: Timothy Lippuner
- Secondo allenatore: Agris Leitis
- Scoutman: Harry Gloor
- Preparatore atletico: Jürgen Schreier

Area sanitaria
- Medico: Martin Kumm
- Massaggiatore: Vladan Surik

## Rosa
| N° | Nome              | Ruolo | Data di nascita  | Nazionalità sportiva |
| -- | ----------------- | ----- | ---------------- | -------------------- |
| 4  | Tess von Piekartz | P     | 24 luglio 1992   | Paesi Bassi          |
| 5  | Thays Deprati     | L     | 14 aprile 1992   | Svizzera             |
| 6  | Madlaina Matter   | C     | 19 ottobre 1996  | Svizzera             |
| 7  | Ralica Vasileva   | S     | 17 marzo 1992    | Bulgaria             |
| 8  | Roxana Wenger     | P     | 8 settembre 1994 | Svizzera             |
| 9  | Anu Ennok         | S     | 25 gennaio 1992  | Estonia              |
| 10 | Barbara Duarte    | C     | 5 settembre 1990 | Brasile              |
| 11 | Maja Storck       | S/O   | 8 ottobre 1998   | Svizzera             |
| 13 | Samira Sulser     | S/O   | 22 dicembre 1995 | Svizzera             |
| 14 | Laura Künzler     | S     | 25 dicembre 1996 | Svizzera             |
| 15 | Alexandra Lorenz  | L     | 7 aprile 1999    | Svizzera             |
| 17 | Monika Šmitalová  | C     | 31 marzo 1990    | Slovacchia           |

## Mercato
| Acquisti | Acquisti          | Acquisti   | Acquisti   |
| R.       | Nome              | da         | Modalità   |
| -------- | ----------------- | ---------- | ---------- |
| L        | Alexandra Lorenz  | Visp       | definitivo |
| C        | Monika Šmitalová  | ŁKS        | definitivo |
| S/O      | Samira Sulser     | Galina     | definitivo |
| S        | Ralica Vasileva   | HPK Naiset | definitivo |
| P        | Tess von Piekartz | Vilsbiburg | definitivo |
| P        | Roxana Wenger     | AIC        | definitivo |

| Cessioni | Cessioni             | Cessioni              | Cessioni   |
| R.       | Nome                 | a                     | Modalità   |
| -------- | -------------------- | --------------------- | ---------- |
| C        | Kerley Becker        | Vilsbiburg            | definitivo |
| S        | Manoela Duarte       | Istres                | definitivo |
| S/O      | Jana Koch            | -                     | definitivo |
| L        | Lisa Leu             | -                     | definitivo |
| P        | Rosane Maggioni      | Barueri               | definitivo |
| S/O      | Lena Sacher          | Sm'Aesch Pfeffingen 2 | definitivo |
| S/O      | Jekaterina Stepanova | Galina                | definitivo |

## Risultati

### Lega Nazionale A

#### Regular season

##### Primo round
| 1ª giornata - 16 ottobre 2016 Halle des sports de la Riveraine, Neuchâtel | Neuchâtel           | 1 - 3 | Sm'Aesch Pfeffingen | 18-25, 25-23, 24-26, 16-25       |
| 2ª giornata - 22 ottobre 2016 Mehrzweckhalle Löhrenacker, Aesch           | Sm'Aesch Pfeffingen | 3 - 0 | Cheseaux            | 25-21, 25-19, 25-22              |
| 3ª giornata - 23 ottobre 2016 Sporthalle Leimacker, Düdingen              | Düdingen            | 1 - 3 | Sm'Aesch Pfeffingen | 25-21, 22-25, 22-25, 18-25       |
| 4ª giornata - 29 ottobre 2016 BBC Arena, Sciaffusa                        | Kanti               | 1 - 3 | Sm'Aesch Pfeffingen | 25-23, 14-25, 16-25, 23-25       |
| 5ª giornata - 6 novembre 2016 Mehrzweckhalle Löhrenacker, Aesch           | Sm'Aesch Pfeffingen | 2 - 3 | Volero Zurigo       | 15-25, 10-25, 25-17, 25-19, 7-15 |
| 6ª giornata - 11 novembre 2016 Sporthalle Weissenstein, Berna             | Köniz               | 0 - 3 | Sm'Aesch Pfeffingen | 12-25, 15-25, 13-25              |
| 7ª giornata - 12 novembre 2016 Bahnhofhalle, Lucerna                      | Top Lucerna         | 0 - 3 | Sm'Aesch Pfeffingen | 28-30, 22-25, 22-25              |
| 8ª giornata - 20 novembre 2016 Mehrzweckhalle Löhrenacker, Aesch          | Sm'Aesch Pfeffingen | 3 - 0 | Lugano              | 25-11, 25-19, 25-14              |
| 9ª giornata - 27 novembre 2016 Salle Forum BIWI, Rossemaison              | Franches-Montagnes  | 0 - 3 | Sm'Aesch Pfeffingen | 14-25, 21-25, 18-25              |

##### Secondo round
| 10ª giornata - 3 dicembre 2016 Mehrzweckhalle Löhrenacker, Aesch    | Sm'Aesch Pfeffingen | 3 - 2 | Neuchâtel           | 25-22, 19-25, 20-25, 25-19, 15-13 |
| 11ª giornata - 10 dicembre 2016 Salle Derrière-la-Ville 5, Cheseaux | Cheseaux            | 0 - 3 | Sm'Aesch Pfeffingen | 19-25, 21-25, 24-26               |
| 12ª giornata - 17 dicembre 2016 Mehrzweckhalle Löhrenacker, Aesch   | Sm'Aesch Pfeffingen | 3 - 1 | Düdingen            | 25-19, 19-25, 25-14, 25-19        |
| 13ª giornata - 21 dicembre 2016 Mehrzweckhalle Löhrenacker, Aesch   | Sm'Aesch Pfeffingen | 3 - 0 | Kanti               | 25-21, 25-20, 25-22               |
| 14ª giornata - 8 marzo 2017 Sportanlage Im Birch, Zurigo            | Volero Zurigo       | 3 - 0 | Sm'Aesch Pfeffingen | 25-15, 25-8, 25-14                |
| 15ª giornata - 11 gennaio 2017 Mehrzweckhalle Löhrenacker, Aesch    | Sm'Aesch Pfeffingen | 3 - 0 | Köniz               | 25-20, 25-16, 25-14               |
| 16ª giornata - 15 gennaio 2017 Mehrzweckhalle Löhrenacker, Aesch    | Sm'Aesch Pfeffingen | 3 - 0 | Top Lucerna         | 25-15, 25-16, 25-19               |
| 17ª giornata - 21 febbraio 2017 Palestra Lambertenghi, Lugano       | Lugano              | 0 - 3 | Sm'Aesch Pfeffingen | 23-25, 21-25, 20-25               |
| 18ª giornata - 28 gennaio 2017 Mehrzweckhalle Löhrenacker, Aesch    | Sm'Aesch Pfeffingen | 3 - 1 | Franches-Montagnes  | 20-25, 25-22, 25-13, 25-17        |

##### Terzo round
| 19ª giornata - 4 febbraio 2017 Mehrzweckhalle Löhrenacker, Aesch        | Sm'Aesch Pfeffingen | 0 - 3 | Volero Zurigo       | 20-25, 14-25, 17-25               |
| 20ª giornata - 5 febbraio 2017 Sporthalle Leimacker, Düdingen           | Düdingen            | 1 - 3 | Sm'Aesch Pfeffingen | 23-25, 25-18, 24-26, 17-25        |
| 21ª giornata - 11 febbraio 2017 Mehrzweckhalle Löhrenacker, Aesch       | Sm'Aesch Pfeffingen | 3 - 0 | Kanti               | 25-21, 25-22, 25-15               |
| 22ª giornata - 22 febbraio 2017 Mehrzweckhalle Löhrenacker, Aesch       | Sm'Aesch Pfeffingen | 2 - 3 | Köniz               | 19-25, 25-21, 21-25, 25-22, 10-15 |
| 23ª giornata - 25 febbraio 2017 Bahnhofhalle, Lucerna                   | Top Lucerna         | 1 - 3 | Sm'Aesch Pfeffingen | 24-26, 21-25, 25-20, 16-25        |
| 24ª giornata - 26 febbraio 2017 Mehrzweckhalle Löhrenacker, Aesch       | Sm'Aesch Pfeffingen | 3 - 0 | Lugano              | 25-12, 25-18, 25-16               |
| 25ª giornata - 5 marzo 2017 Halle des sports de la Riveraine, Neuchâtel | Neuchâtel           | 2 - 3 | Sm'Aesch Pfeffingen | 25-14, 12-25, 20-25, 25-12, 16-18 |
| 26ª giornata - 11 marzo 2017 Salle Derrière-la-Ville 5, Cheseaux        | Cheseaux            | 3 - 0 | Sm'Aesch Pfeffingen | 25-23, 26-24, 26-24               |
| 27ª giornata - 12 marzo 2017 Mehrzweckhalle Löhrenacker, Aesch          | Sm'Aesch Pfeffingen | 3 - 0 | Franches-Montagnes  | 25-22, 25-13, 25-17               |

#### Play-off scudetto
| Quarti di finale (gara 1) - 19 marzo 2017 Sporthalle Weissenstein, Berna    | Köniz               | 0 - 3 | Sm'Aesch Pfeffingen | 13-25, 24-26, 16-25              |
| Quarti di finale (gara 2) - 25 marzo 2017 Mehrzweckhalle Löhrenacker, Aesch | Sm'Aesch Pfeffingen | 3 - 1 | Köniz               | 22-25, 25-13, 25-12, 25-22       |
| Semifinale (gara 1) - 6 aprile 2017 Salle Forum BIWI, Rossemaison           | Franches-Montagnes  | 0 - 3 | Sm'Aesch Pfeffingen | 22-25, 13-25, 14-25              |
| Semifinale (gara 2) - 8 aprile 2017 Mehrzweckhalle Löhrenacker, Aesch       | Sm'Aesch Pfeffingen | 3 - 1 | Franches-Montagnes  | 25-13, 25-20, 25-27, 25-15       |
| Finale (gara 1) - 17 aprile 2017 Mehrzweckhalle Löhrenacker, Aesch          | Sm'Aesch Pfeffingen | 1 - 3 | Volero Zurigo       | 17-25, 16-25, 25-20, 22-25       |
| Finale (gara 2) - 19 aprile 2017 Sportanlage Im Birch, Zurigo               | Volero Zurigo       | 3 - 0 | Sm'Aesch Pfeffingen | 25-14, 25-22, 25-13              |
| Finale (gara 3) - 26 aprile 2017 Sportanlage Im Birch, Zurigo               | Volero Zurigo       | 3 - 2 | Sm'Aesch Pfeffingen | 22-25, 25-17, 25-19, 15-25, 15-6 |

### Coppa di Svizzera

#### Fase a eliminazione diretta
| Ottavi di finale - 8 gennaio 2017 Sporthalle Löhracker, Aadorf | Aadorf              | 0 - 3 | Sm'Aesch Pfeffingen | 22-25, 22-25, 17-25        |
| Quarti di finale - 29 gennaio 2017 MZH Löhrenacker, Aesch      | Sm'Aesch Pfeffingen | 3 - 0 | Lugano              | 25-12, 25-18, 25-19        |
| Semifinali - 12 febbraio 2017 MZH Löhrenacker, Aesch           | Sm'Aesch Pfeffingen | 3 - 1 | Franches-Montagnes  | 25-19, 25-17, 21-25, 25-16 |
| Finale - 1º aprile 2017 St.-Léonard-Halle, Friburgo            | Volero Zurigo       | 3 - 0 | Sm'Aesch Pfeffingen | 25-18, 25-19, 25-22        |

### Supercoppa svizzera

#### Fase a eliminazione diretta
| Finale - 8 ottobre 2016 St. Leonhard-Halle, Friburgo | Volero Zurigo | 3 - 0 | Sm'Aesch Pfeffingen | 26-24, 25-15, 25-21 |

## Statistiche

### Statistiche di squadra
| Competizione        | Punti | In casa | In casa | In casa | In trasferta | In trasferta | In trasferta | Totale | Totale | Totale |
| Competizione        | Punti | G       | V       | P       | G            | V            | P            | G      | V      | P      |
| ------------------- | ----- | ------- | ------- | ------- | ------------ | ------------ | ------------ | ------ | ------ | ------ |
| Lega Nazionale A    | 63    | 17      | 13      | 4       | 17           | 13           | 4            | 34     | 26     | 8      |
| Coppa di Svizzera   | -     | 2       | 2       | 0       | 1            | 1            | 0            | 4      | 3      | 1      |
| Supercoppa svizzera | -     | -       | -       | -       | -            | -            | -            | 1      | 0      | 1      |
| Totale              | -     | 19      | 15      | 4       | 18           | 14           | 4            | 39     | 29     | 10     |

G = partite giocate; V = partite vinte; P = partite perse

### Statistiche dei giocatori
NB: Non sono disponibili i dati relativi alla Lega Nazionale A, alla Coppa di Svizzera e alla Supercoppa svizzera